# Meiway

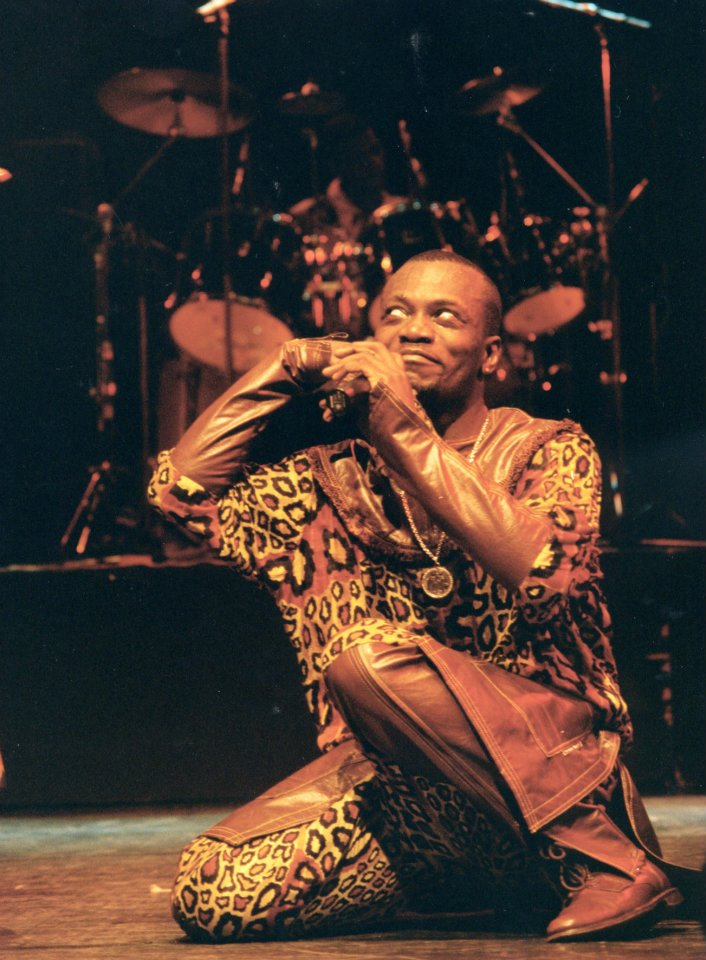
Meiway, 2014

Meiway ist der Künstlername des ivorischen Musikers, Arrangeurs und Produzenten Frédéric Desiré Ehui (* 17. März 1962 in Grand-Bassam, Elfenbeinküste).

## Leben
Ehuis Eltern sind musikalisch: Sein Vater, Handelsvertreter in einem örtlichen Unternehmen, spielt als Amateur Akkordeon, seine Mutter singt in der katholischen Kirchengemeinde. Beide sind zudem Mitglieder mehrerer Musikgruppen. Ehui begann als Neunjähriger, in der Kirche zu singen. Als er als Sechzehnjähriger auf das College ging, schloss er Freundschaft mit einem Mitglied der College-Band Pace. Als er diesen zu einer Probe begleitete, endete er als Vertreter eines Chorsängers und als Percussionist. Schnell entwickelte er sich zu einem ständigen Gruppenmitglied. Mit Pace gewann er 1978 den in der Elfenbeinküste angesehenen Preis Podium. Die Gruppe löste sich kurz danach auf.
Ehui, mittlerweile mit dem Künstlernamen Meiway, war die Auflösung der Gruppe eine Chance, eine eigene Gruppe zu gründen: die Génitaux oder Génitos. Die acht Gruppenmitglieder gewannen 1981 erneut den Podium-Preis. Tournéen durch das ganze Land schlossen sich an. 1985 zog Meiway nach Paris und gründete dort die Gruppe Défens d'Ivoire mit afrikanischen, algerischen und französischen Musikern.
Meiway hat mit dem Zoblazo einen eigenen musikalischen Stil entwickelt, indem er traditionelle Rhythmen aus der südlichen Elfenbeinküste mit elektronischen Instrumenten und Unterhaltungslyrik versetzte. Daneben prägt er auch den Zouglou. Er ist bekannt unter den Spitznamen Le professeur Awôlôwô oder auch Le génie de Kpalèzo. Meiway ist Botschafter im Kampf gegen AIDS in der Elfenbeinküste.

## Diskographie
- 1989: Ayibebou
- 1991: 200% Zoblazo
- 1993: Jamais 203
- 1995: Appolo 95
- 1997: Les génies vous parlent
- 1998: Hold-up
- 1999: Extraterrestre
- 2000: Le Procès
- 2001: Eternel
- 2004: Golgotha
- 2006–2007: 9e commandement
- 2009: M 20
- 2012: Professeur (M 23)
- 2016: Illimtic

## Auszeichnungen
- 1978: Prix Podium
- 1981: Prix Podium
- 1990: Bester Künstler der Elfenbeinküste
- 1996: KORA All African Music Awards in der Kategorie Bester Künstler Westafrikas
- 1998: 3 KORA All African Music Awards koras als Bester Arrangeur, Bester Künstler, Bester Video-Clip
- 1998: Prix du meilleur vidéo clip africain lors de la sixième cérémonie des African Awards à Abidjan.
- 2005: Tamani als bester Künstler der Elfenbeinküste